# Gluten
Gluten (tiếng Latin: gluten, "hồ") là một protein gồm gliadin và glutenin. Các chất này liên kết với tinh bột, và tồn tại trong nội nhũ của hạt của một số loại cây hoà thảo, đặc biệt là lúa mì, yến mạch và lúa mạch. Do không tan trong nước nên gluten có thể được tinh chế bằng cách rửa với nước để tách khỏi tinh bột.
Gluten có trong các sản phẩm bánh, được dùng để thay thế thịt hoặc bổ sung như chất phụ gia thực phẩm vào nhiều loại đồ ăn chế biến sẵn. Một số người có phản ứng không dung nạp với gluten, dẫn đến các bệnh như bệnh celiac, bệnh tự miễn.

## Sử dụng

### Sản phẩm bánh
Gluten là tên gọi chung cho một chất đạm chính (main protein) từ lúa mì (wheat), được tạo thành khi hai nhóm chất đạm nhỏ hơn, glutenin và gliadin, liên kết với các nhau, mang lại độ dẻo (elasicity), dai (viscoscity) và độ dính (cohesivity) cho bột mì làm các loại bánh và bánh mì. Nếu bột này được trộn với đường và chất lên men, khí CO2 sẽ được tạo ra làm bột bánh phồng lên. Quá trình nướng làm gluten kết tụ và cố định hình dạng cuối cùng của sản phẩm bánh.

### Phụ gia thực phẩm
Chất đạm gluten được dùng trong nhiều loại thực phẩm chế biến sẵn như kem, nước dùng, đồ hộp, v.v... Nó cũng được dùng thay thế thịt trong nhiều món ăn chay.

### Thực phẩm cho vật nuôi
Gluten có thể được bổ sung vào nhiều loại thực phẩm cho vật nuôi để tăng hàm lượng protein.

## Dị ứng (nhạy cảm) với gluten
Dị ứng với gluten (còn gọi là không dung nạp gluten) là tên gọi chung của một nhóm bệnh, bao gồm cả bệnh celiac, trong đó gluten có tác dụng xấu đối với cơ thể. Dị ứng với gluten được đánh giá là ảnh hưởng khoảng 1-2% dân số. Các biểu hiện bao gồm đầy bụng, đau bụng, tiêu chảy và nhiều triệu chứng không thuộc về đường tiêu hóa như đau đầu, mệt mỏi, đau xương khớp, viêm da (dermatitis herpetiformis).
Cho đến gần đây, dị ứng với gluten được coi là đồng nghĩa với bệnh celiac. Tuy nhiên, những nghiên cứu gần đây cho thấy bệnh celiac, tuy vẩn là một dạng thái chính của bệnh dị ứng với gluten, nhưng nó không phải là một dạng thái duy nhất của bệnh dị ứng này.